# Fabryka Samochodów Małolitrażowych
La Fabryka Samochodów Małolitrażowych (conosciuta più semplicemente con la sigla F.S.M.) era una fabbrica polacca di automobili nata a Bielsko-Biała. Nel 1969 ampliò la produzione sugli stabilimenti di presse e carrozzeria di Tychy. Si differenziava dalla sorella maggiore (F.S.O.) proprio nella terza lettera della sigla.

## Le origini e il nome
Per la prima il nome sta a significare "Fabbrica di autovetture di piccoli litri" (in riferimento alla cilindrata); per la seconda consiste in "Fabbrica di autovetture per persone" (in polacco osoba, "persona"). La FSO, con stabilimenti presso Poznań, prima di essere acquisita dalla Daewoo produsse negli anni settanta la Fiat 132 e una versione modificata della Fiat 125, la Polski Fiat 125p; mentre più di recente si è dedicata alla costruzione di una autovettura prettamente polacca: la Polonez.
Presso la FSM, in passato, oltre alle autovetture furono prodotte anche biciclette e coltelli. Le fonti di approvvigionamento dell'acciaio erano le vicine fonderie di Hustron.

## Le vetture storiche
La prima automobile prodotta dalla FSM è stata la Syrena 105, sostituta della Syerna 104 costruita dalla FSO. Le linee di montaggio del modello vennero trasferite presso la FSM il 21 agosto 1972. Successivamente fu la volta della FSM Syrena R-20 e FSM Syrena Bosto (dal 1974). Nel 1974 la produzione annua raggiunse le 39028 unità mentre nel periodo 1975-1980 è stata di 35500-38000. 

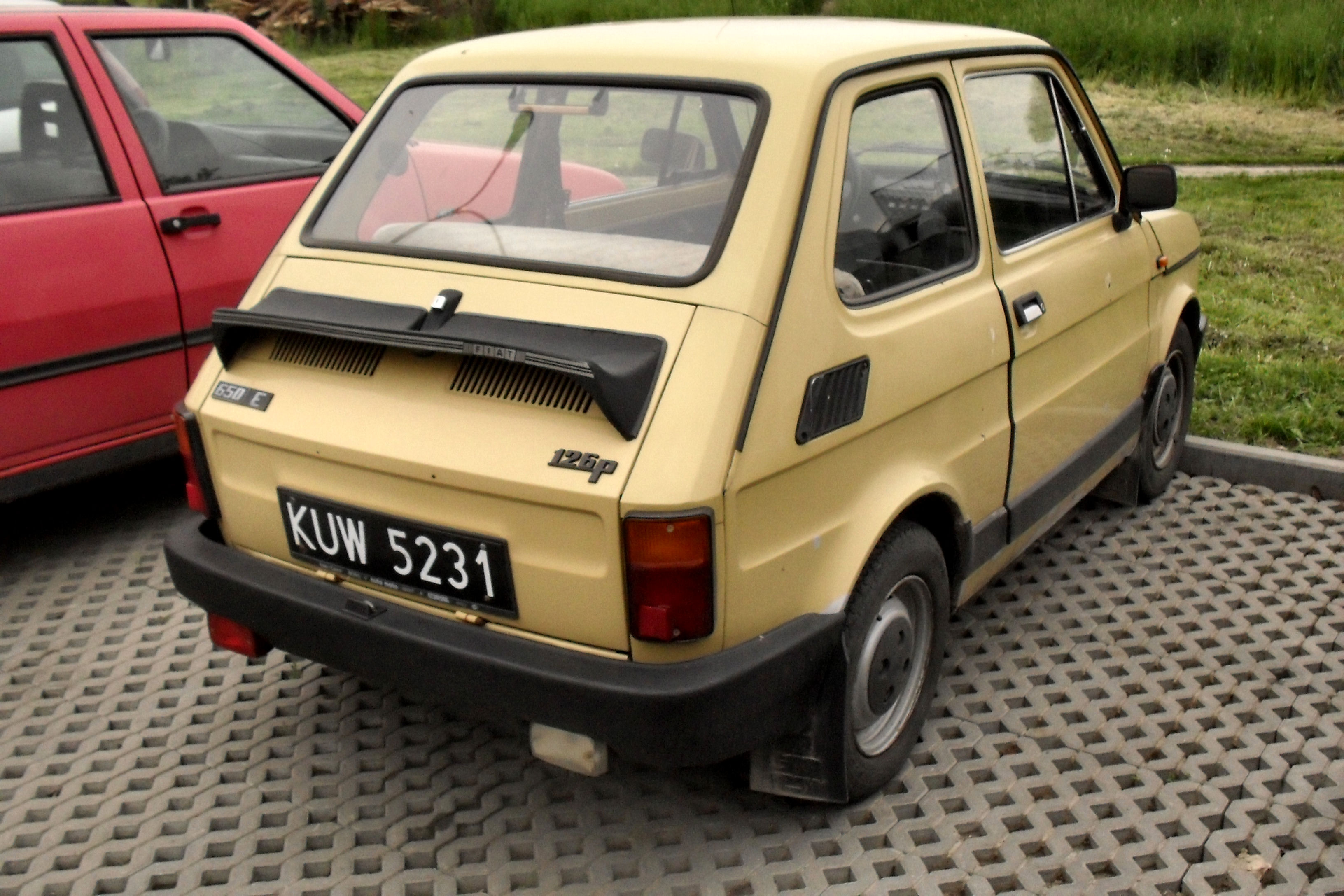
Una FSM 126P

## La 126P
A seguito dell'accordo stretto con la Fiat venne iniziata la produzione della Fiat 126P: una variante della Fiat 126 per il mercato polacco (dove P sta per "Polska"); dapprincipio nell'impianto di Bielsko-Biała e successivamente nel nuovo stabilimento a Tychy (1975). La capacità produttiva dei due impianti fu aumentata complessivamente a circa 60000-70000 unità all'anno. Col trasferimento totale della produzione da Fiat-Cassino a FSM i volumi aumentarono vertiginosamente fino a stabilizzarsi (1980) alla media di 1000 vetture/giorno. Oltre alle 126P venivano prodotte le Fiat 126: un terzo del prodotto era destinato al mercato europeo nel quale la Fiat manteneva la commercializzazione ed il rimanente era destinato al mercato interno. Si può dire che la 126 fu l'auto di motorizzazione di massa della Polonia. Affettuosamente la vettura venne chiamata "Maluch" (piccola). La produzione della Fiat 126P Bis cessò, a Tychy, nel 1991, per fare posto alla produzione della Fiat Cinquecento. Il modello 126p continuò ad essere prodotto, con volumi ridotti, presso gli stabilimenti FSM di Bielsko-Biała fino all'anno 2000 con motorizzazioni fino a 700 cm³.

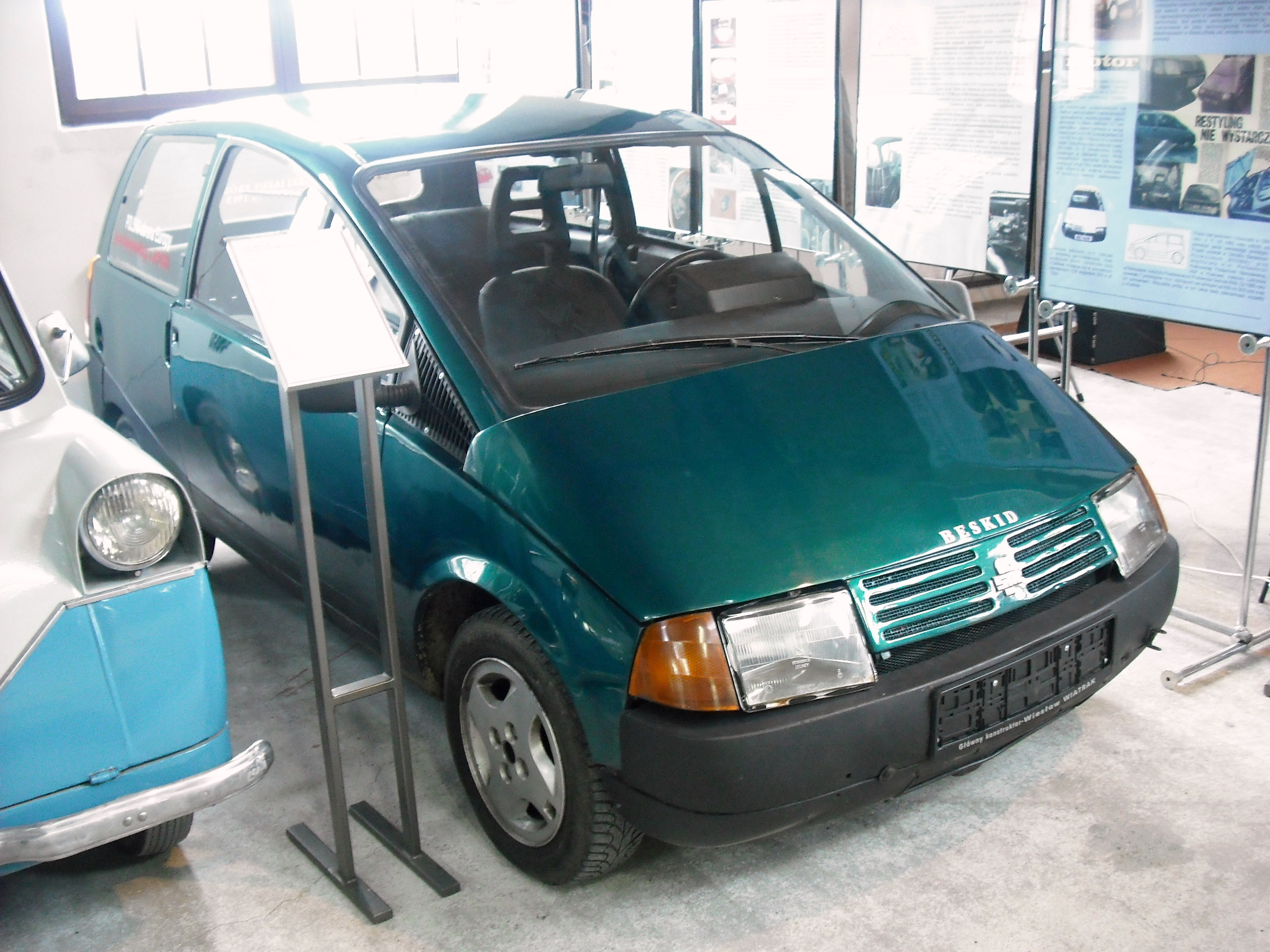
Uno dei sette prototipi della Beskid prodotti

## La Beskid
Prima di essere assorbita completamente dalla Fiat venne presentato un prototipo monovolume molto simile alla Renault Twingo che avrebbe dovuto sostituire la 126p chiamata Beskid. L'idea era quella di proporre una vettura economica e versatile il cui studio fu curato dalla BOSMAL Automotive Centro Ricerca e Sviluppo nel periodo 1982-1986.
L'auto non è mai stata prodotta per motivi politici. In ogni caso la stessa sarebbe stata un progetto alternativo se i colloqui di licenza con la Fiat non fossero andati a buon fine. La Fiat stava già producendo i primi esemplari di Cinquecento. Tutti e sette i prototipi Beskid avrebbero dovuto essere distrutti, ma tre sono stati salvati.
La BOSMAL non aveva i fondi necessari per l'estensione del brevetto del monovolume. 10 anni più tardi fu proprio la francese Renault Twingo ad utilizzare un layout molto simile, anche se i funzionari della Renault negano qualsiasi influenza diretta (si dice che la Citroën AX avesse una forma simile nei suoi primi schemi). Il corpo della vettura aveva un Cx di 0,29 (uno dei migliori per l'epoca), che portava un risparmio di carburante di circa 3,9 L/100 km ad una velocità di circa 90 km/h; la cilindrata era di 594 cm³, con potenza massima di 20,6 kW (28 CV).
Il nome deriva dai monti Beschidi.
L'auto fu citata scorrettamente dalla stampa italiana come "Bukida".
La Fiat non manifestò alcun interesse circa l'acquisizione del brevetto dato che aveva già a disposizione la Fiat Cinquecento; la stessa entrò in produzione affiancando la "Maluch".
Privatizzata negli anni novanta la FSM venne rilevata definitivamente dal Gruppo Fiat divenendo Fiat Auto Poland, società che assunse la gestione dei due stabilimenti, entrambi situati nel Voivodato della Slesia (oggi di proprietà Stellantis):
- Tychy, dove sono state prodotte oltre alla Fiat Cinquecento: Fiat Seicento, Fiat Panda, Fiat 500 (inclusa la versione sportiva Abarth 500), Lancia Ypsilon.
- Bielsko-Biała, poi trasformato in un impianto specializzato nella fabbricazione di motori, dove sono stati prodotti i diesel 1.3 Multijet (joint-venture tra Fiat e General Motors) e i TwinAir bicilindrici, prima della sua chiusura avvenuta nel 2024.[2]

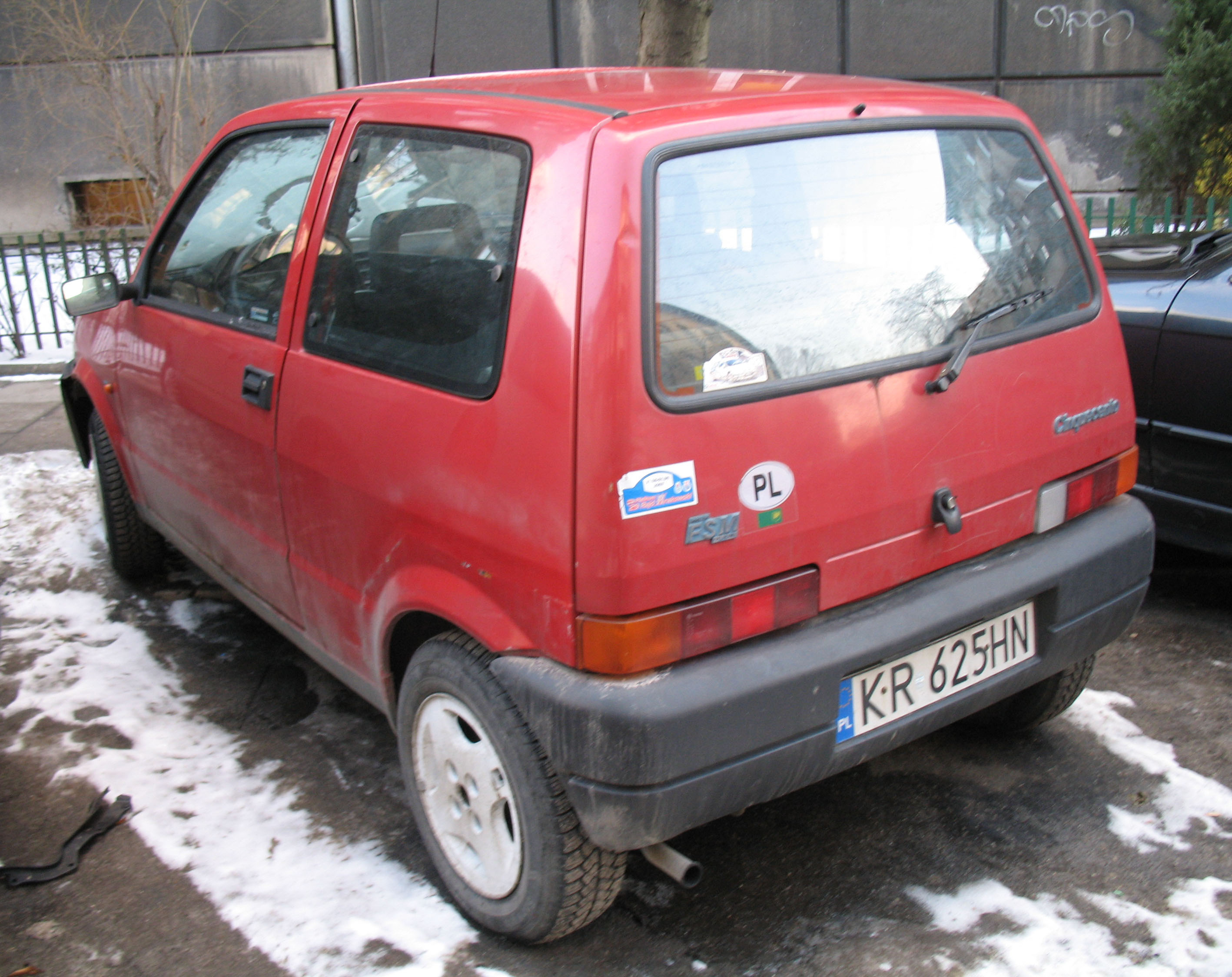
Una FSM Cinquecento

## Curiosità
Le prime vetture marchiate 126p ebbero ancora il logo FSM.
Dalla Fiat 126p venne ricavata anche una versione anfibia a sei ruote presso lo stabilimento di mezzi militari LPT.